# Дигаин
Дигаин (V век) — принц Думнонии. День памяти — 21 ноября.
Считается, что святой Дигаин (Digain, Dygain), сын Кустенина Корнеу или Кустенина Фавра (известного как Константин-узурпатор), родился ок. 429 года. По преданию, у него было трое братьев: святой Эрбин, Меирхион (Meirchion) и Друстан (Drustan). Возможно, у него была ещё и сестра.
Считается, что святой Дигаин основал храм, освящённый в честь него в Ллангернив, что означает «храм корневильцев», в графстве Клид (Clwyd), Уэльс, что на севере, у Денбишира, и в Лланерни в долине Доре в Херефордшире. Считается, что он был исповедником, проповедовал святую веру в своих писаниях и проповедях.

## Тропарь
«O son of Constantine and servant of God, Righteous Digain, thou dost teach us by thy example that no man is too mighty to humbly serve Christ and labour for His Holy Church. Therefore, O holy one, pray to God for us that He will grant us the grace of humility, the joy of service and salvation for our souls.»